# Maarse & Kroon

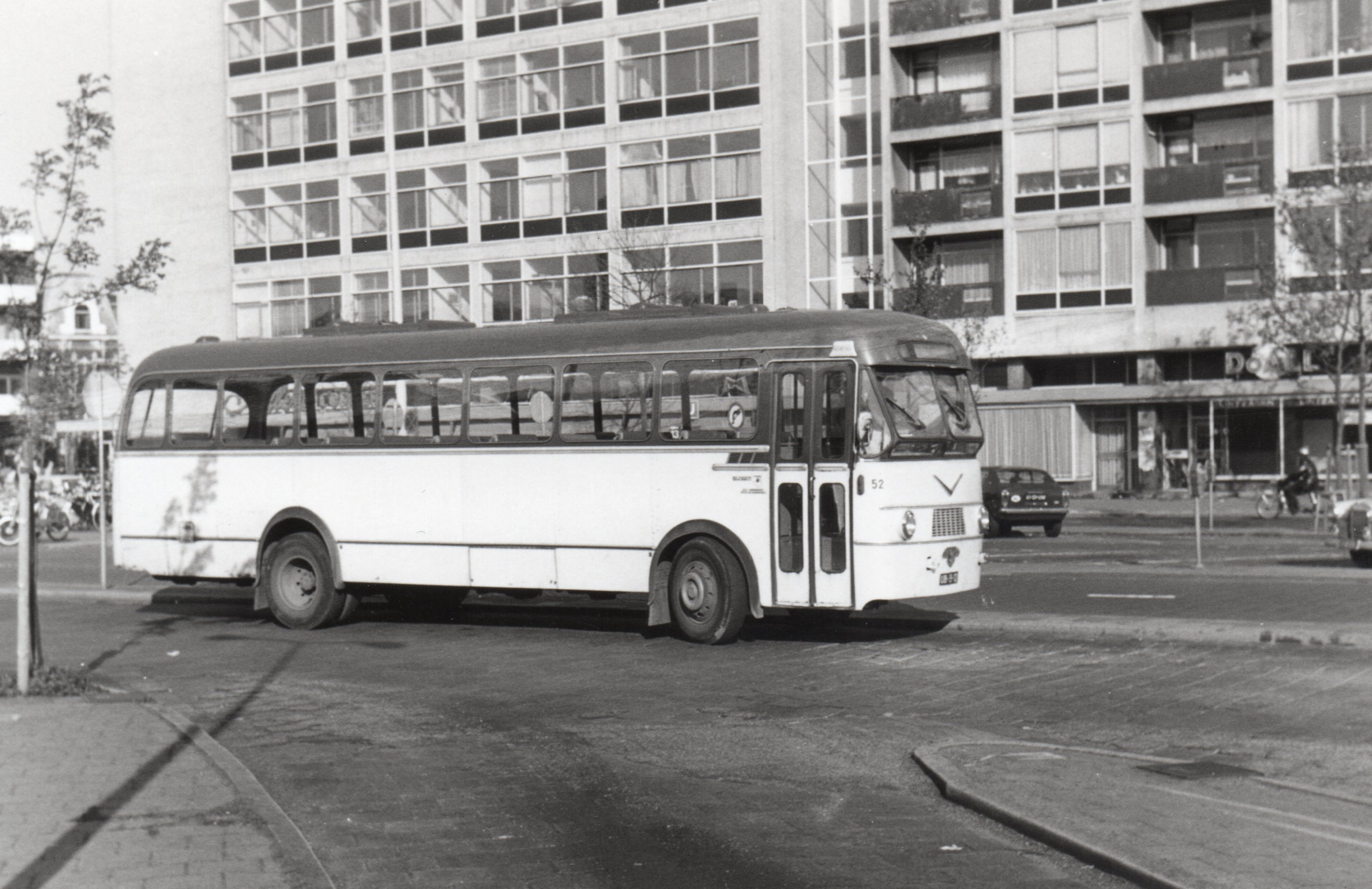
Maarse & Kroon 52, Leyland-Verheul lijndienstbus uit 1960.

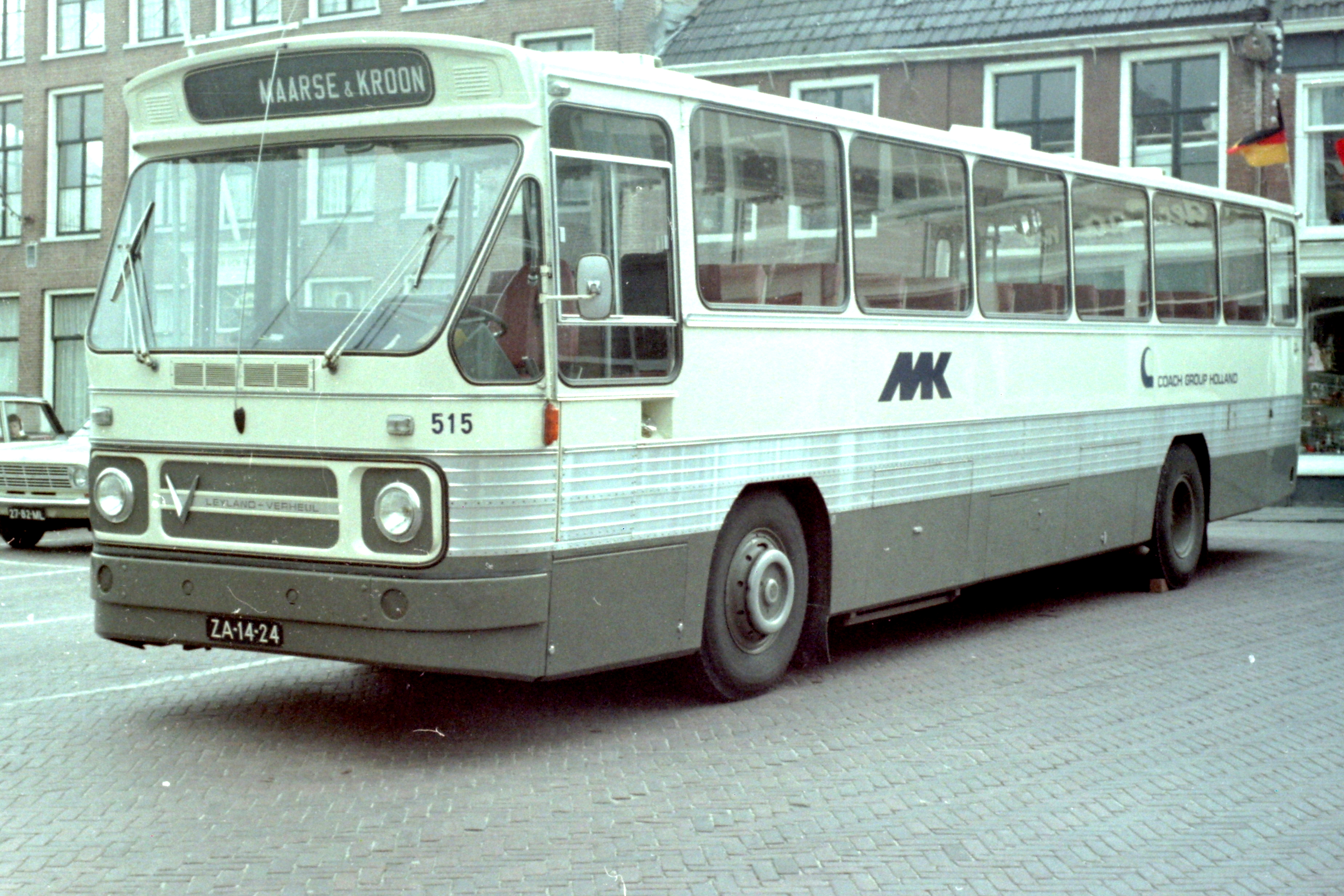
Leyland-Verheul LVB668 semi-touringcar 515 uit 1969.

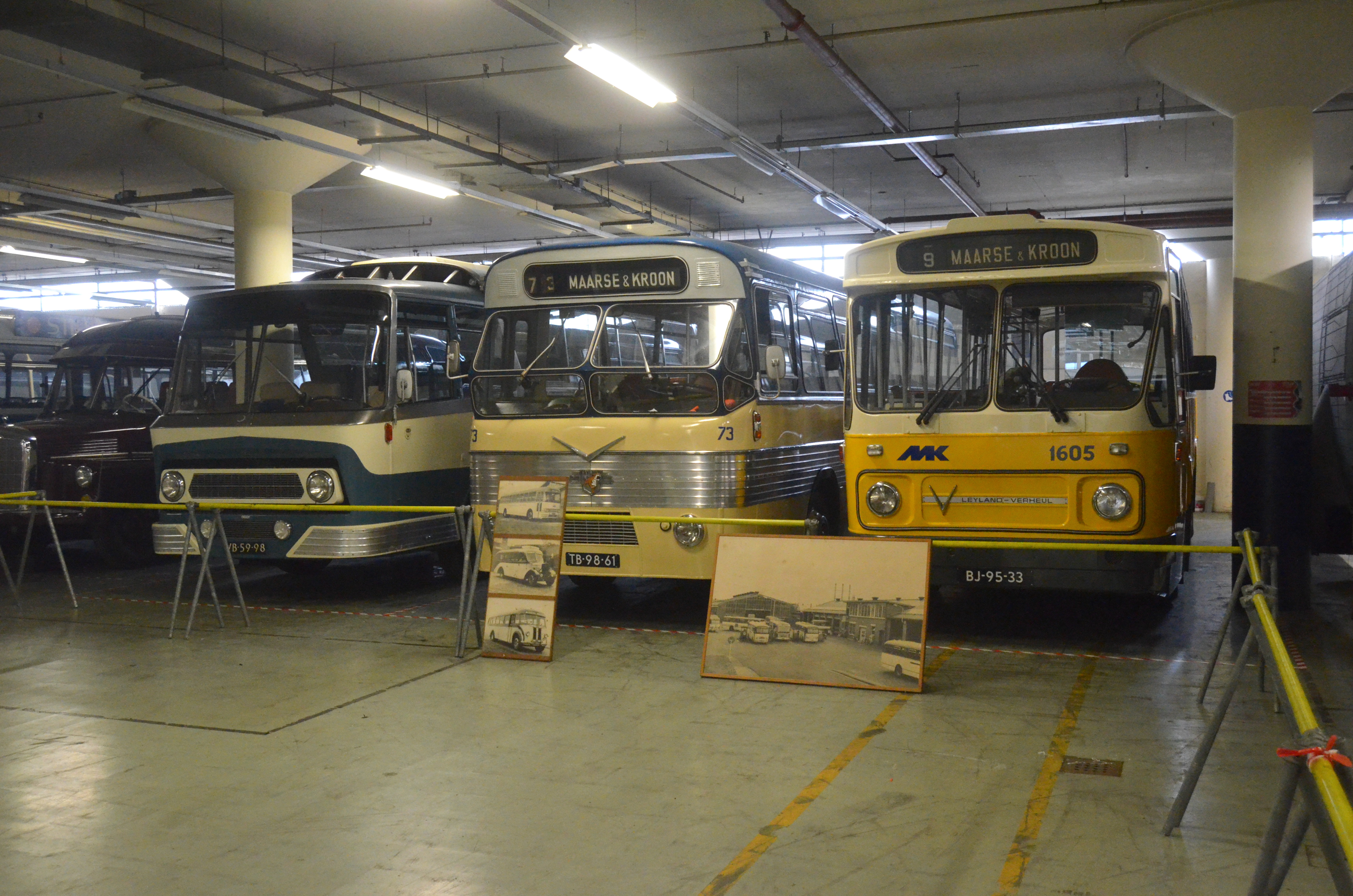
Museumbussen van Maarse & Kroon in het Nederlands Transport Museum.

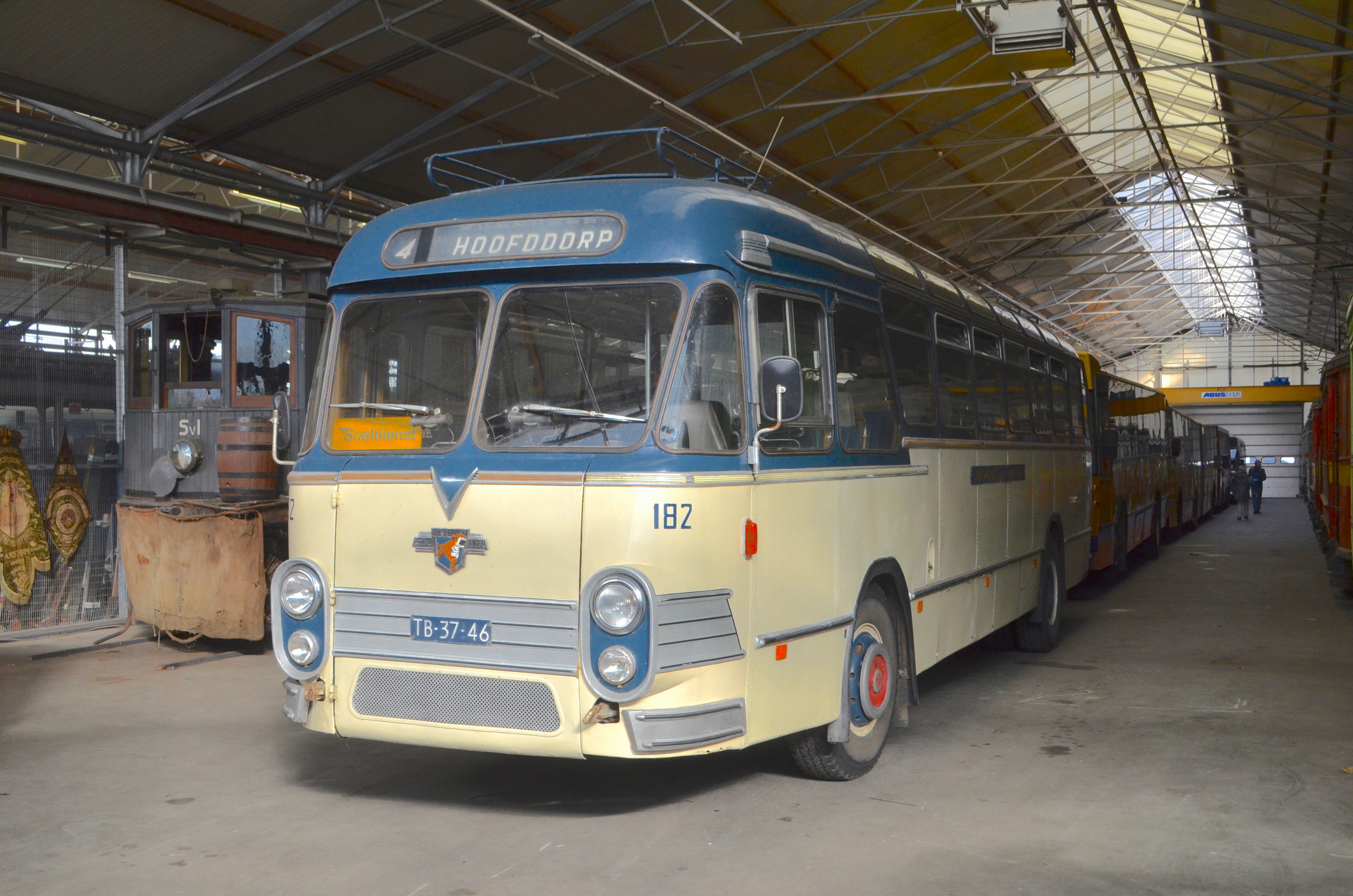
Bus 182 uit 1959 van Maarse & Kroon als museumbus in de opslag te Aalsmeer.

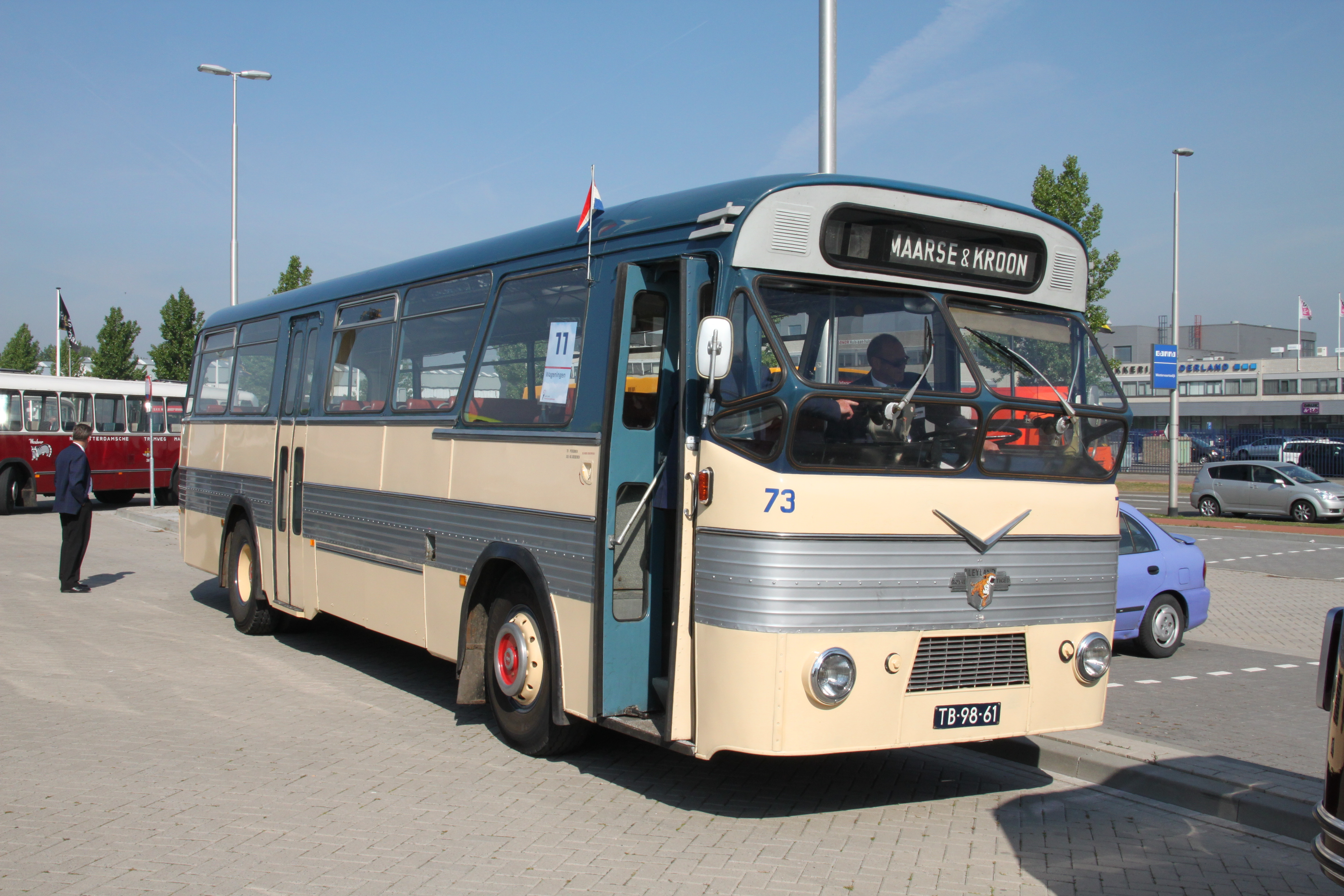
Leyland-Verheul lijndienstbus 73 uit 1960.

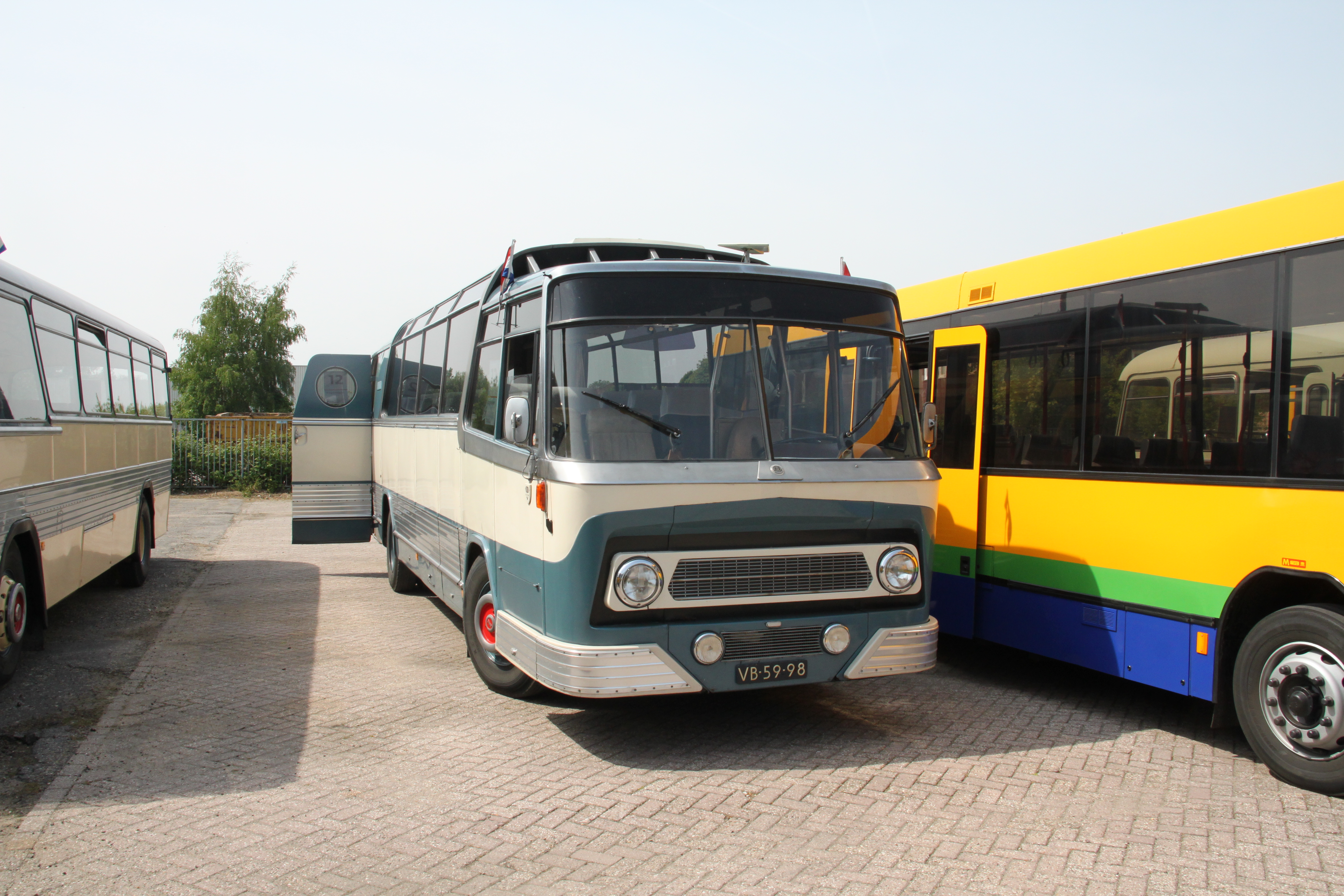
Leyland-Roset VIP-bus 251 Jules Verne uit 1963.

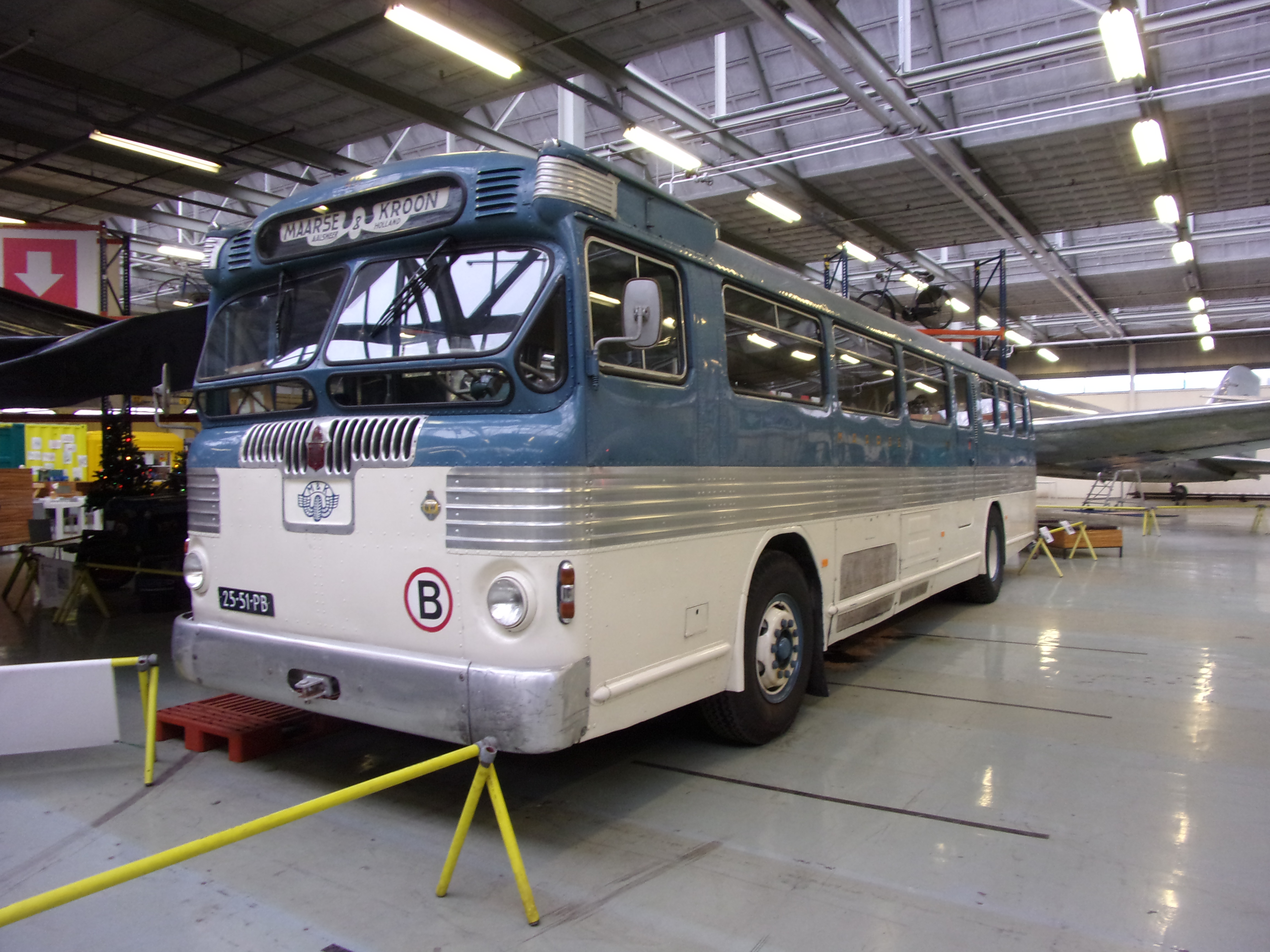
Twin Coach-Fageol bus in het uiterlijk van een M&K-serie uit 1947

N.V. Autobusonderneming Maarse & Kroon (MK), eerst gevestigd te Leimuiden en vanaf 1933 te Aalsmeer, was een Nederlands autobusbedrijf dat van 1923 tot 1973 streekvervoer exploiteerde in delen van de provincies Noord-Holland, Zuid-Holland en Utrecht en daarnaast actief was in het touringcar- en groepsvervoer.

## Geschiedenis
Op 1 februari 1923 werd de firma opgericht te Leimuiden onder de naam Fa. Wegman, Kroon en Co. Er werd gereden op de route Rijnsaterwoude – Leimuiden – Leiden. Het busbedrijf begon met één bus, spoedig kwam een tweede wagen in dienst. Nadat de firmant Wegman zich had teruggetrokken ging het bedrijf verder als Jac. Maarse en C. Kroon. In 1927 werd de N.V. "Autobusonderneming" van J.J. Poort en J.P. Sloothaak te Amstelveen opgekocht. In de jaren twintig en dertig breidde het bedrijf zich uit met nieuwe lijnen, waaronder Leimuiden – Alphen aan den Rijn in 1931 en Haarlemmermeer – Leiden in 1934. Vanaf 1933 was het bedrijf gevestigd te Aalsmeer onder de naam N.V. "Autobusonderneming" (dir. Maarse en Kroon).
Op 1 januari 1936 vond een grote uitbreiding plaats door overname van het lijnennet van de fa. J.H. van Kalmthout & P. van Niel te Hoofddorp, met lijnen vanuit de Haarlemmermeer naar Amsterdam en Haarlem. Dit had te maken met de opheffing van de Haarlemmermeerspoorlijnen en vervanging door busdiensten. In 1939 werd het bedrijf van M. van Poelgeest te Amstelveen overgenomen met lijnen van Amsterdam naar Schiphol, Amstelveen en Ouderkerk aan de Amstel. In 1942 werd de verbinding Uithoorn – Nieuwkoop geopend.
In 1947 werd de officiële bedrijfsnaam N.V. Autobusonderneming Maarse & Kroon. In de jaren na de bevrijding werd het busbedrijf verder uitgebreid, mede door de groei van de luchthaven Schiphol. Vanaf 1954 werd de lijn uit Haarlem via Hoofddorp en Uithoorn verlengd naar Utrecht via de snelweg A2. In 1960 ging, na jarenlange strijd om een vergunning, ook de lijn Haarlem - Schiphol - Amstelveen via de A2 doorrijden naar Utrecht. In 1962 ging de lijn Amsterdam – Abcoude – Vinkeveen rijden, in 1964 Uithoorn – Mijdrecht – Woerden.
In 1967 werd de lijnenloop grondig gewijzigd in verband met de opening van de nieuwe terminal van de luchthaven Schiphol, westelijk van de oude. Schiphol werd het centrale punt van het net. In Haarlem, Leiden en Utrecht werden de M & K-lijnen opengesteld voor lokaal vervoer; enkele lijnen kregen daarom dubbele lijnnummers om verwarring met lokale lijnen te voorkomen (3 werd 33, 5 werd 55, 8 werd 88). In 1968 werd de lijn Kockengen – Utrecht, die reed op een trajectvergunning binnen het aan M & K toegewezen vervoergebied, overgenomen van de UVO, waarvan het moederbedrijf failliet was gegaan. Vanaf 1969 werden de lijnen van de verbinding Amstelveen – Amsterdam geïntegreerd met die van het GVB. In 1970 gebeurde hetzelfde met de verbinding Badhoevedorp – Amsterdam.
Uiteindelijk werden busdiensten uitgevoerd in het gebied tussen Amsterdam, Vinkeveen, Utrecht, Woerden, Nieuwkoop, Leimuiden, Leiden, de Haarlemmermeer en Haarlem. Ten westen en noorden van het vervoergebied reed de NZH, ten oosten de NBM en ten zuiden de NAL (op trajectvergunningen binnen het M & K-gebied) en Citosa (later Westnederland).
Maarse & Kroon behoorde, met de GTW en de gezamenlijke TP-partners, tot de drie grootste particuliere streekvervoerbedrijven in Nederland, dus zonder binding met lokale overheid of NS. Naast het openbaar vervoer had Maarse & Kroon een omvangrijk touringcarbedrijf. Ook een belangrijke bedrijfsactiviteit was het besloten busvervoer voor de werkenden op het terrein van de luchthaven Schiphol.
Op 1 januari 1971 werd het familiebedrijf Maarse & Kroon uiteindelijk toch een dochteronderneming van de NS. Per 3 juni 1973 fuseerde het bedrijf met een andere NS-dochter, de NBM te Zeist. De aldus ontstane autobusonderneming, met een vervoergebied dat reikte van Haarlem tot aan Arnhem, kreeg de naam Centraal Nederland.

## Gebouwen
Oorspronkelijk bevonden het hoofdkantoor en de garage zich aan de Weteringstraat in Aalsmeer. Ter vervanging van de te kleine en verouderde garage kwam er in 1939 een bouwplan voor een nieuwe garage en werkplaats. In 1948 kwam het eerste gedeelte van de nieuwe garage aan de Stommeerweg gereed. Het complex werd in de jaren daarna uitgebreid en werd samen met een nieuw hoofdkantoor op 28 augustus 1959 officieel geopend. Het complex is bij Centraal Nederland nog tot 1990 gebruikt en daarna gebruikt voor opslag van oude bussen. De garage en hoofdkantoor verdwenen en er verscheen woningbouw. Het Maarse & Kroonhof herinnert aan de maatschappij.
De garage te Leimuiden bleef in gebruik als stalling voor lijndiensten, ook nog bij Centraal Nederland. 
Op 27 augustus 1969 werd op Schiphol het M&K busstation geopend.

## Museummaterieel
Vijf voormalige Maarse & Kroon-bussen zijn bewaard gebleven, alle in rijvaardige staat. Een zesde bus werd uit Denemarken gerepatrieerd, maar in 2022 gesloopt. Daarnaast werd een bus aan het museumbestand toegevoegd die in de M & K-uitmonstering als replica te beschouwen is.
- Bij de Stichting Veteraan Autobussen:
  - Bus 73 uit 1960, een Leyland Royal Tiger Worldmaster, behorend tot een serie van 20 lijndienstbussen met een voor die tijd zeer moderne vormgeving van de carrosseriefabriek Verheul te Waddinxveen;
  - Bus 251 uit 1963, een Leyland Royal Tiger Cub, een uniek exemplaar met de naam Jules Verne, ingericht als zeer luxe VIP-bus met een carrosserie van Roset te Bergen op Zoom naar een ontwerp van Akkermans te Oud-Gastel;
  - Bus 1605 uit 1971, een Leyland LVB568-Verheul lijndienstbus met zelfdragende carrosserie uit een serie van 12 stuks, die is afgebouwd door de busbouwer Domburg te Montfoort nadat de Verheul-fabriek door brand was verwoest.
  - Een uit Zwitserland overgenomen Amerikaanse Twin Coach/Fageol uit de late jaren veertig werd in Maarse & Kroon-uitmonstering gerestaureerd; deze is vrijwel gelijk aan een serie van tien die van 1947 tot 1958 bij M & K in gebruik was.
- Bij het Nationaal Openbaar Vervoermuseum (NOV) te Ouwsterhaule:
  - Bus 413 uit 1966, een Leyland Royal Tiger Worldmaster lijndienstbus met een Roset-carrosserie met aluminium beplating, uit een serie van 25.
- Bij de Stichting Youngtimerbussen te Nieuwkoop:
  - Bus 182 uit 1959, een Leyland Royal Tiger Worldmaster met een carrosserie van Verheul, uit een serie van 27 toerbussen uit 1955-1961.[1]
- Bij het Nationaal Bus Museum te Hoogezand:
  - Bus 32 uit 1957, een Leyland Tiger Cub voor smalle wegen met carrosserie van Verheul, laatste vertegenwoordiger van een serie van 46 stuks uit de jaren 1954-1960. Deze bus werd uit Denemarken teruggehaald met restauratie als doel, maar het Nationaal Bus Museum liet de in zeer slechte staat verkerende bus in 2022 slopen.